# Wzorowy Słuchacz

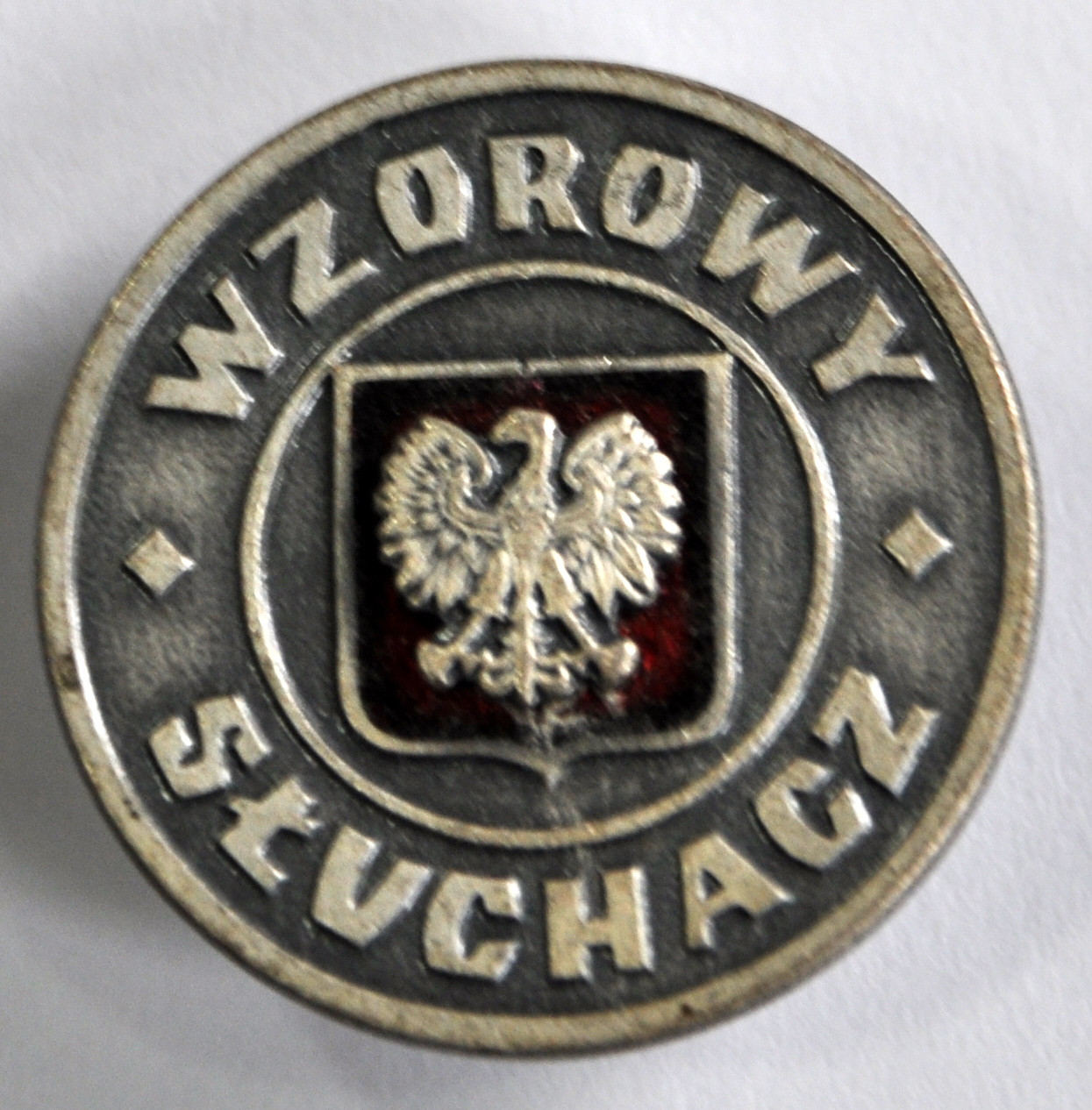
Odznaka Wzorowy Słuchacz

Wzorowy Słuchacz – tytuł honorowy i odznaka nadawana żołnierzom Wojska Polskiego.
Ustanowiona zarządzeniem Ministra Obrony Narodowej w 1982 roku. Nadawana oficerom, chorążym, podoficerom zawodowym – słuchaczom akademii wojskowych i kursów, którzy spełniali określone warunki oraz wyróżniali się bardzo dobrymi i dobrymi wynikami w nauce.

## Odznaka
Owalna tarcza, emaliowana w kolorach biało-czerwonych. Pośrodku tarczy orzeł, wokół napis WZOROWY SŁUCHACZ. Średnica 30 mm. Trzystopniowa: złota, srebrna, brązowa.
Autorem projektu jest Stanisław Tołodziecki, za wykonanie odpowiada Mennica Państwowa.